# هاني لا تفعليها!
هاني لا تفعليها! (بالإنجليزية: Honey Don't!) هو فيلم كوميدي بوليسي من إخراج إيثان كوين، وسيناريو تريشيا كوك وإيثان كوين. وهو الفيلم الثاني من "ثلاثية أفلام مثلية من الفئة B" بعد فيلم "دمى القيادة" (2024) لكوين وكوك، ويشارك في البطولة مارغريت كوالي و‌أوبري بلازا و‌تشارلي داي وبيلي أيشنر و‌كريس إيفانز.
عرض الفيلم لأول مرة عالميًا في قسم العروض الليلية لمهرجان كان السينمائي 2025، ومن المقرر إطلاقه في الولايات المتحدة في 22 أغسطس 2025.

## القصة
تدور أحداث الفيلم في بيكرسفيلد، كاليفورنيا، ويركز على محقق خاص (كواللي)، وزعيم طائفة (إيفانز)، و"امرأة غامضة" (بلازا).

## الممثلون
- مارغريت كوالي في دور هاني أودوناهو، محققة خاصة
- أوبري بلازا في دور المرأة الغامضة
- كريس إيفانز في دور قس، زعيم الطائفة
- تشارلي داي في دور محقق
- بيلي أيشنر
- غابي بينز
- تاليا رايدر
- ليرا أبوفا
- جاكنير
- كريستين كونولي
- لينا هول
- دون سوايزي في دور غاري
- جوش بافشيك
- كالي براون
- ألكسندر كارستويو
- كريستيان أنتيدورمي
- كينا ماكنرو

## الإنتاج
في يناير 2024، أُعلن أن مارغريت كوالي وأوبري بلازا وكريس إيفانز سيشاركون في بطولة الفيلم. كتب السيناريو إيثان كوين وتريشيا كوك، ليكون الفيلم الثاني من "ثلاثية أفلام مثلية من الفئة B"، بعد فيلم "دمى القيادة" لعام 2024، والذي شاركت فيه كوالي أيضًا وكان أيضًا فيلمًا عن المغامرات المثلية، وقبل الفيلم الثالث المخطط له. وصف الثنائي الفيلم بأنه كوميديا سوداء مشابهة في لهجتها لأعمال الأخوين كوهين السابقة، مثل ريسينغ أريزونا، ولكن بمحتوى جنسي لم يدرجه الأخوان عادةً في تعاونهما. إن إصدار هذه الثلاثية هو نتاج 20 عامًا من الكتابة من قبل كوين وكوك.
في أبريل 2024، انضم تشارلي داي، وبيلي أيشنر، وجابي بينز، وتاليا رايدر، وليرا أبوفا، وجاكنير، وكريستين كونولي، ولينا هول، ودون سويزي، وجوش بافشيك، وكالي براون، وألكسندر كارستويو، وكريستيان أنتيدورمي إلى فريق التمثيل.
بدأ التصوير الرئيسي في ألباكركي، نيو مكسيكو في 25 مارس 2024، وكان من المقرر الانتهاء منه في 10 مايو. وانتهى التصوير في 25 مايو.

## روابط خارجية
- هاني لا تفعليها! على موقع IMDb (الإنجليزية)
- هاني لا تفعليها! على موقع ميتاكريتيك (الإنجليزية)
- هاني لا تفعليها! على موقع روتن توميتوز (الإنجليزية)
- هاني لا تفعليها! على موقع ألو سيني (الفرنسية)
- هاني لا تفعليها! على موقع أول موفي (الإنجليزية)
- هاني لا تفعليها! على موقع قاعدة بيانات الفيلم (الإنجليزية)
- هاني لا تفعليها! على موقع ليتربوكسد (الإنجليزية)